# Havaika ciliata
Havaika ciliata là một loài nhện trong họ Salticidae. Loài này được phát hiện ở Hawaii.